# Söderhamns rådhus

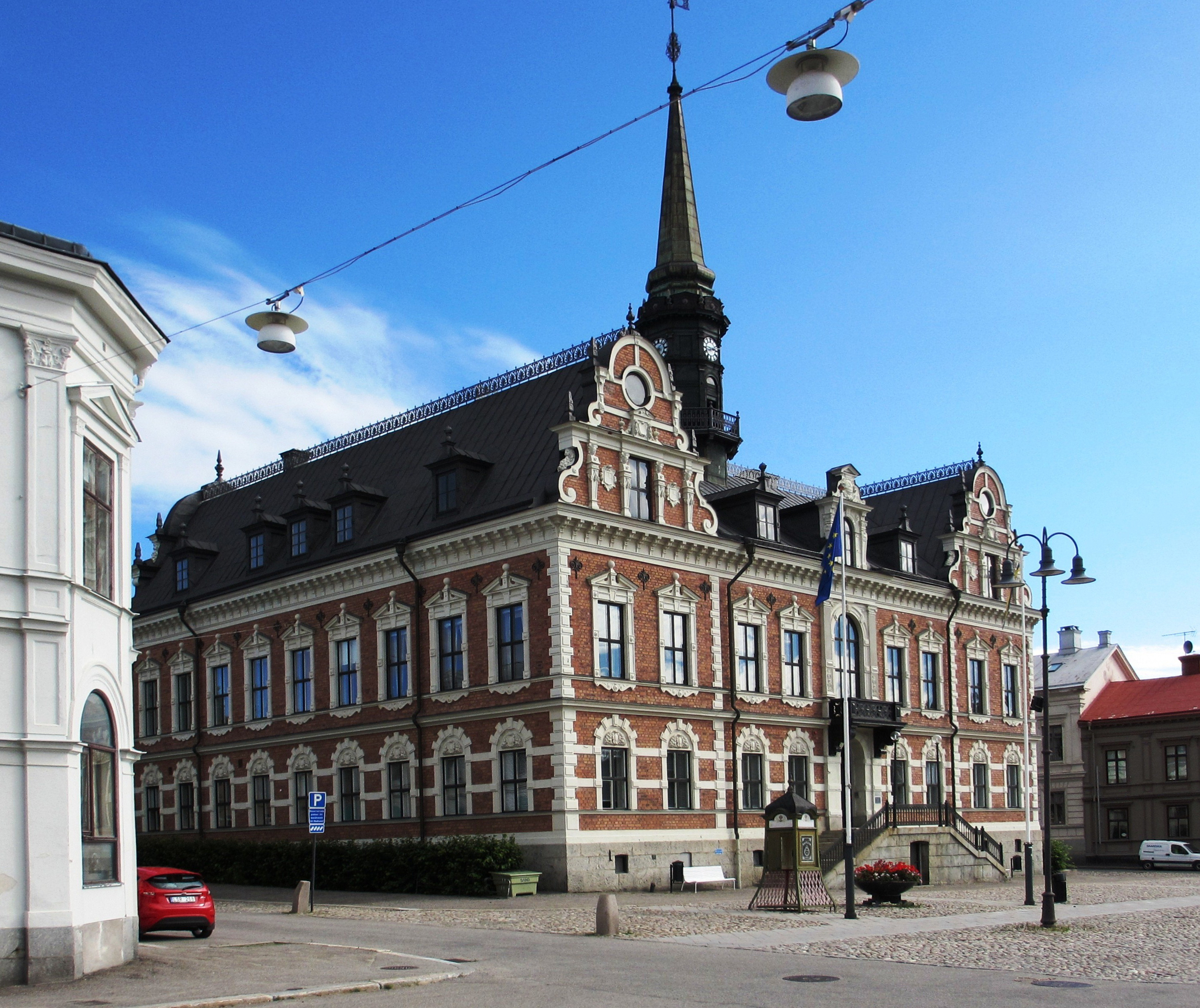
Det nuvarande rådhuset

Det nuvarande rådhuset i Söderhamn uppfördes 1860 och fick sin nuvarande utformning 1876-78. Det är det fjärde i ordningen som funnits i staden.
Det första rådhuset kom till 1621, vilket var året efter att Gustav II Adolf utfärdat stadsprivilegier för den nya staden. Detta rådhus var en träbyggnad i en våning vilket var beläget något sydost om det nuvarande. Den exakta utformningen av detta rådhus, som förstördes i stadsbranden 1675, är okänd.
Det andra rådhuset invigdes 1683 och var betydligt större än föregångaren, men inte heller detta blev gammalt. Det var beläget något sydväst om det nuvarande rådhuset, mitt i nuvarande Rådhusgatan. Den 21 maj 1721 härjade ryska trupper staden och brände då ned i stort sett all bebyggelse, med undantag för den nya Ulrika Eleonora kyrka, som skonades. Såväl rådhuset som den då ännu kvarstående gamla Mariakyrkan blev lågornas rov. 
Det tredje rådhuset uppfördes av byggmästare Jonas Granlund och stod klart 1724. Det var placerat på samma plats som det nuvarande. Denna byggnad var påkostad och försedd med taktorn, urverk, stadskällare och lokaler åt hallrätten. Den var jämte kyrkan stadens mest förnäma byggnad och blev äldre än föregångarna. Den totalförstördes dock i stadsbranden 8 februari 1860, även om man den gången kunde förhindra en större katastrof.
Magistraten agerade dock snabbt och redan samma år invigdes det nuvarande rådhuset, vilket uppfördes efter ritningar av Gävles stadsbyggmästare Gustav N. Runer och blev dennes förnämsta arbete. Denna byggnad uppfördes i tegel med huvudfasad åt söder och två flyglar samt är försedd med taktorn. Den inrymde ursprungligen stadens hela administration med stadsfiskalkontor, lokaler åt polisen med arrest, auktionskammare m.m. Dessutom fick staden nu en större festlokal i rådhuset. 
I den förödande stadsbranden 22 juli 1876 blev Runers rådhus svårt skadat. Taket med tornbyggnaden förstördes helt, men väggarna stod kvar och vid en genomgripande restaurering av stockholmsarkitekten Ernst Jacobsson, vilken var slutförd 1878, fick rådhuset sin nuvarande utformning i holländsk renässans med kalkstensdekorationer. Det nya kopparklädda tornet, som når en höjd av 46 meter, fick invändigt en stomme bestående av järnkolonner gjutna vid Ludwigsbergs verkstad medan uret kom från F.W. Tornberg urfabrik & urhandel. Interiören renoverades, medan rumsdispositionen var i princip den samma som före branden, med stadsfullmäktiges sessionslokal, drätselkammare och lokaler för sparbanken i övervåningen medan nedervåningen bland annat inrymde polisstation med åtta arrester, telegraf och tull. Rådhuset har därefter restaurerats vid flera tillfällen.
Rådhuset har besöksadress Oxtorgsgatan 19 och inrymmer Söderhamns kommunkansli.

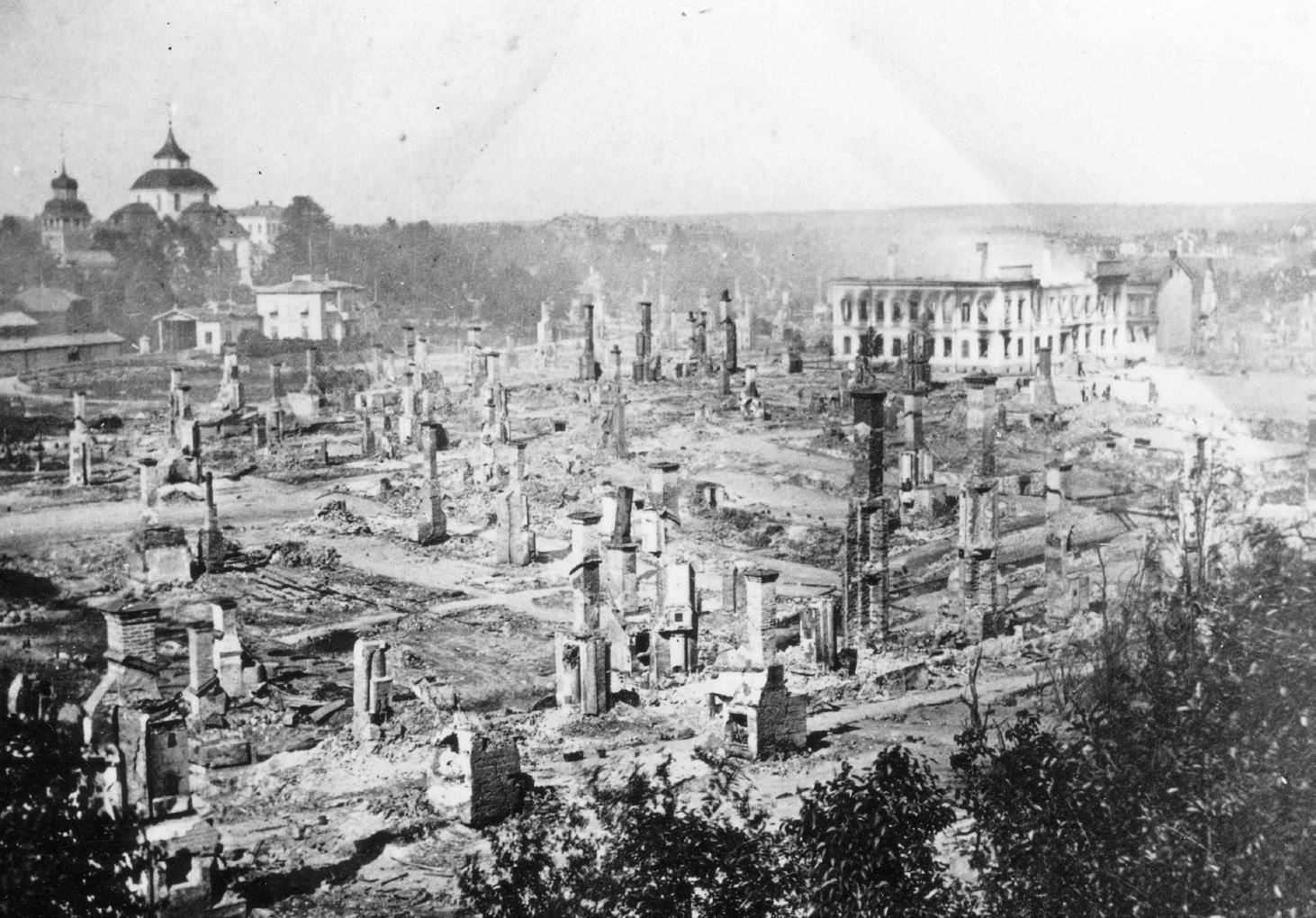
Söderhamn efter stadsbranden 1876. Det svårt skadade rådhuset syns till höger.
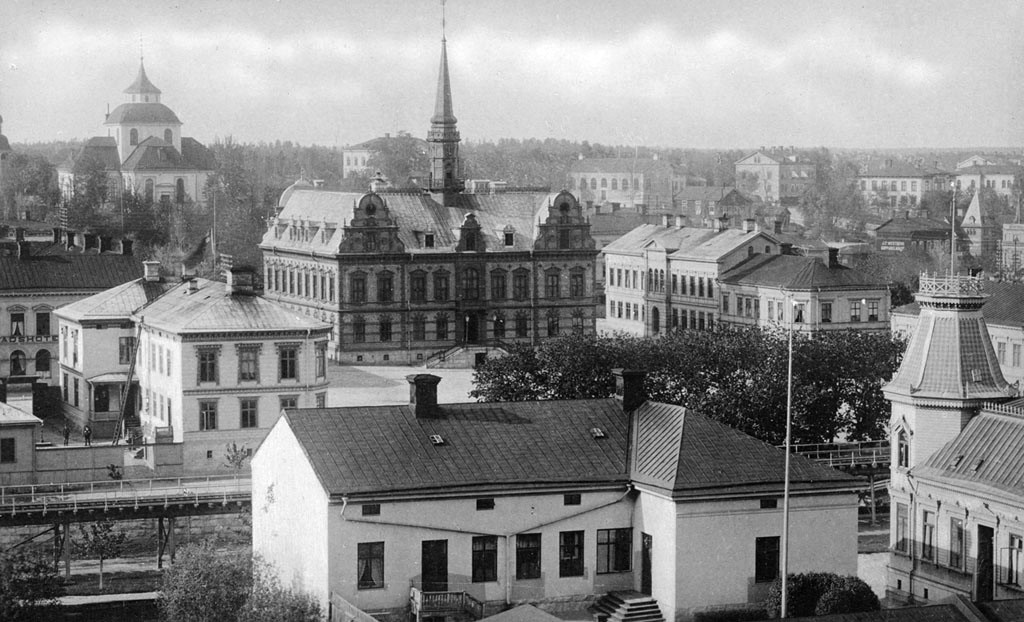
Bild från 1890.
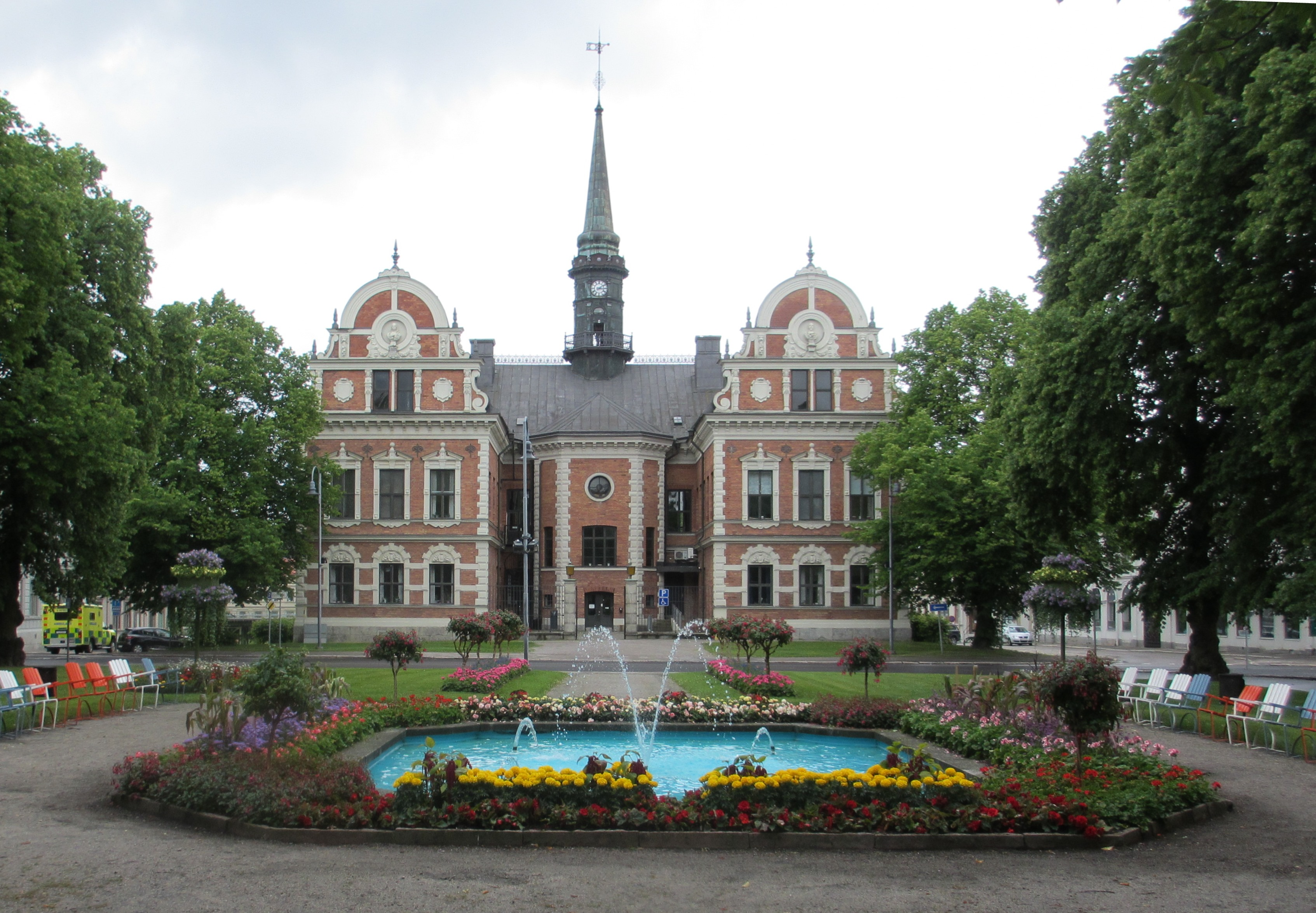
Vy från Rådhusparken.